# لد زپلین ۲
لد زپلین ۲ (به انگلیسی: Led Zeppelin II) نام دومین آلبوم گروه لد زپلین است، این آلبوم در اکتبر ۱۹۶۹ توسط آتلانتیک رکوردز منتشر شده‌است.
از لحاظ شعر؛ لد زپلین دوم ادامهٔ زمینه‌های شعری است که گروه در آلبوم نخست خود آن را بنا نهاده بود. با ایجاد این آلبوم گروه یک کارِِ اثرگُذار و تحسین‌برانگیز نسبت به قبل به وجود آورد. همراه با عناصری از بلوز و فُلک، گروه در این آلبوم یک نوع موسیقی مشتق شده از بلوز و مبتنی بر صدای ریف و گیتار را به نمایش گذاشت. این آلبوم به عنوان سنگین‌ترین آلبوم لد زپلین در نظر گرفته می‌شود.
فصولِ ضبط آلبوم مابین ژانویه تا اوت ۱۹۶۹ در نواحی مختلف در بریتانیا و آمریکای شمالی انجام شد و مراحل تولید نیز تماماً توسط گیتاریست و ترانه‌سرای گروه،جیمی پیج، انجام شد.
لد زپلین ۲ از لحاظ فروش خیلی خوب عمل کرد و برای نخستین بار است که آلبومی از گروه در بریتانیا و ایالات متحده آمریکا به جایگاه نخست دست پیدا می‌کرد. در سال ۱۹۷۰ کارگردان هنری، دیوید جونیپر، به دلیل همکاری‌اش در بسته‌بندی این آلبوم، نامزد دریافت جایزه گرمی بسته‌بندی آلبوم شده بود.
تا نوامبر ۱۹۹۹، آلبوم توانست گواهی ۱۲بار پلاتین را از آرآی‌اِی‌اِی برای فروش ۱۲ میلیونی‌اش به دست آورد. پس از انتشار آلبوم، نویسنده‌ها و منتقدان از این آلبوم به عنوان تأثیرگذارترین و بزرگ‌ترین آلبوم راک موسیقی یاد کردند.

## فهرست ترانه‌ها
- Whole Lotta Love
- What Is and What Should Never Be
- The Lemon Song
- Thank You
- Heartbreaker
- Living Loving Maid (She's Just a Woman)
- Ramble On
- Moby Dick
- Bring It On Home

## دست‌اندرکاران
- رابرت پلنت - خواننده،ساز دهنی
- جان بونام - درام،تیمپانی، همخوان
- جیمی پیج - گیتار،ترمین
- جان پاول جونز - بیس،اُرگ،همخوان